# Provincia de Penama
Penama es una provincia de  Vanuatu, incluye las islas de Ambae, Maewo, y Pentecostés.  Tiene una población de  28.960 habitantes y un área de  1.198 km².  Su capital es  Saratamata.

## Toponimia
El nombre de la provincia proviene de las primeras dos letras de cada una de las islas que conforman a la misma.
Pe: Isla de Pentecostés
Na: Ambae
Ma: Maewo
(Esto ocurre en todas las provincias de la República de Vanuatu, pero de diferentes formas).